# تشيخوف (مدينة)
تشيخوف (بالروسية: Чехов) هي إحدى مدن روسيا في الكيان الفدرالي الروسي موسكو أوبلاست. السكان: 60,720 نسمة (تعداد 2010)؛ 72,917 نسمة (تعداد 2002)؛ 59,206 نسمة (تعداد 1989)؛ 56,000 نسمة (1985).

## توأمة
لتشيخوف (مدينة) اتفاقيات توأمة مع كل من:
- بازارجيك
- فاستيف
- Kapyl [الإنجليزية]‏
- ساراتوغا سبرينغس